# توشياكي أوكوتومو
توشياكي أوكوتومو (باليابانية: 奥友 敏朗) (13 أغسطس 1969 في إيواته في اليابان – )؛ هو لاعب كرة قدم سابق كان يلعب كمدافع.